# L'Oie
L'Oie era una comuna francesa situada en el departamento de Vandea, de la región de Países del Loira, que el 1 de enero de 2016 pasó a ser una comuna delegada de la comuna nueva de Essarts-en-Bocage al fusionarse con las comunas de Boulogne, Les Essarts y Sainte-Florence.

## Demografía
| Gráfica de evolución demográfica de L'Oie entre 1901 y 2014 |
|                                                             |

Los datos demográficos contemplados en este gráfico de la comuna de L'Oie se han cogido de 1800 a 1999 de la página francesa EHESS/Cassini, y los demás datos de la página del INSEE.